# Erebia sabulosus
Erebia sabulosus är en fjärilsart som beskrevs av Félix Dujardin 1945. Erebia sabulosus ingår i släktet Erebia och familjen praktfjärilar. Inga underarter finns listade i Catalogue of Life.